# Vladimir Nikolov
Vladimir Milčev Nikolov (in bulgaro Владимир Николов?; Sofia, 3 ottobre 1977) è un allenatore di pallavolo ed ex pallavolista bulgaro.
Giocava nel ruolo di opposto. Allena il Levski Sofia.

## Palmarès

### Club
- Campionato bulgaro: 5

1996-97, 1998-99, 1999-00, 2000-01, 2001-02
- Campionato francese: 1

2003-04
- Campionato italiano: 2

2007-08, 2009-10
- Coppa di Bulgaria: 2

1999-00, 2000-01
- Coppa di Francia: 2

2004-05, 2005-06
- Coppa Italia: 1

2010-11
- Supercoppa francese: 1

2005
- Supercoppa italiana: 1

2010
- Champions League: 1

2004-05
- Coppa CEV: 1

2009-10

### Premi individuali
- 2005 - Champions League: MVP
- 2007 - V.League giapponese: Miglior spirito combattivo
- 2007 - V.League giapponese: Miglior servizio
- 2009 - Coppa CEV: Miglior Muro
- 2012 - Serie A1: Miglior attaccante[1]
- 2015 - Campionato europeo: Premio fair play
- 2016 - CEV: Premio alla carriera